# Swolna (mijanka)
Swolna (biał. Свольна; ros. Свольно) – mijanka i przystanek kolejowy w miejscowości Swolna, w rejonie wierchniedźwińskim, w obwodzie witebskim, na Białorusi. Położona jest na linii Witebsk - Dyneburg.
Stacja została otwarta w XIX w. na drodze żelaznej dynebursko-witebskiej, pomiędzy stacjami Dryssa i Barkowice. 5 stycznia 2021 zdegradowana do mijanki i przystanku.